# Facua
 (novembre 2021).
La mise en forme du texte ne suit pas les recommandations de Wikipédia : il faut le « wikifier ».
Les points d'amélioration suivants sont les cas les plus fréquents :
- Les titres sont pré-formatés par le logiciel. Ils ne sont ni en capitales, ni en gras.
- Le texte ne doit pas être écrit en capitales (les noms de famille non plus), ni en gras, ni en italique, ni en « petit »…
- Le gras n'est utilisé que pour surligner le titre de l'article dans l'introduction, une seule fois.
- L'italique est rarement utilisé : mots en langue étrangère, titres d'œuvres, noms de bateaux, etc.
- Les citations ne sont pas en italique mais en corps de texte normal. Elles sont entourées par des guillemets français : « et ».
- Les listes à puces sont à éviter, des paragraphes rédigés étant largement préférés. Les tableaux sont à réserver à la présentation de données structurées (résultats, etc.).
- Les appels de note de bas de page (petits chiffres en exposant, introduits par l'outil «  Source ») sont à placer entre la fin de phrase et le point final[comme ça].
- Les liens internes (vers d'autres articles de Wikipédia) sont à choisir avec parcimonie. Créez des liens vers des articles approfondissant le sujet. Les termes génériques sans rapport avec le sujet sont à éviter, ainsi que les répétitions de liens vers un même terme.
- Les liens externes sont à placer uniquement dans une section « Liens externes », à la fin de l'article. Ces liens sont à choisir avec parcimonie suivant les règles définies. Si un lien sert de source à l'article, son insertion dans le texte est à faire par les notes de bas de page.
- La présentation des références doit suivre les conventions bibliographiques. Il est recommandé d'utiliser les modèles {{Ouvrage}}, {{Chapitre}}, {{Article}}, {{Lien web}} et/ou {{Bibliographie}}. Le mode d'édition visuel peut mettre en forme automatiquement les références.
- Insérer une infobox (cadre d'informations à droite) n'est pas obligatoire pour parachever la mise en page.

Pour une aide détaillée, merci de consulter Aide:Wikification.
Si vous pensez que ces points ont été résolus, vous pouvez retirer ce bandeau et améliorer la mise en forme d'un autre article.
Facua ou FACUA-Consumidores en Acción est une ONG espagnole, dédiée depuis 1981 à la défense des consommateurs. Son nom, « FACUA », est le sigle de « Federación de Asociaciones de Consumidores y Usuarios de Andalucía ». Depuis 2003, elle est une association nationale. Elle a son siège à Séville, Calle Bécquer, 25 B.1 Facua est présente dans toute l'Espagne par le biais d'associations et de délégations territoriales, et compte plus de 240 000 membres.

## Organisation
Ses organisations territoriales tiennent des assemblées annuelles de membres qui élisent périodiquement leur conseil d'administration. La fédération organise également une assemblée générale annuelle et, tous les quatre ans, le congrès nomme son conseil d'administration. La plus haute instance dirigeante de FACUA est son congrès, qui se réunit tous les quatre ans pour décider de ses principales lignes programmatiques et élire le conseil d'administration de l'organisation. Au moins une fois par an, l'assemblée générale se tient pour approuver le programme d'activités, ses budgets et l'intégration de nouvelles associations dans la structure fédérale de FACUA. Le conseil d'administration est chargé, entre autres, d'exécuter les accords adoptés lors des congrès et des assemblées générales, de veiller au respect des objectifs statutaires de l'organisation et d'élaborer ses règles de fonctionnement. Le Conseil élit un Secrétariat permanent parmi ses membres. Cet organe est composé des personnes occupant les fonctions de président, de secrétaire général, de vice-président et de trésorier.

### Organisations territoriales
Les organisations territoriales qui sont membres de Facua sont les suivantes :
- FACUA Andalucía et ses huit associations provinciales ;
- FACUA Asturies ;
- FACUA Castilla-La Mancha ;
- FACUA Castilla y León ;
- FACUA Catalogne ;
- FACUA Comunidad Valenciana ;
- FACUA Euskadi ;
- FACUA Extremadura ;
- FACUA Galicia ;
- FACUA Madrid.

## Histoire

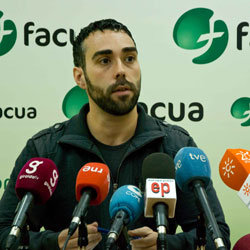
Conférence de presse du secrétaire général de FACUA, Rubén Sánchez.

L'histoire de Facua a commencé en parallèle avec les politiques de consommation qui ont commencé à se développer en Andalousie avec l'instauration de la démocratie dans les années 1970 et la légalisation des associations de quartier qui sont nées dans les principales villes d'Andalousie. Le contexte qui a généré ce type d'associations est dû à l'existence d'une société de consommation de masse, à la globalisation des marchés, à la grande diversification des produits et à la présence sur le marché d'une multiplicité d'articles similaires pour le même but, et à l'avidité avec une grande pression publicitaire dont font preuve les entreprises pour attirer les acheteurs.
En 1980, l'Assemblée des associations de voisins de l'État a approuvé la promotion d'une association de consommateurs à l'échelle de l'État, appelée « La Defensa », et a proposé la création de délégations de cette association dans chaque province. Ce projet ne s'est concrétisé que dans quelques villes, dont Séville, et en 1981, l'Asociación de Consumidores y Usuarios de Sevilla - ACUS La Defensa (Association des consommateurs et des usagers de Séville - ACUS La Defensa) a été créée. Avec l'union des différentes associations créées dans d'autres villes andalouses, la Fédération des associations de consommateurs et d'usagers d'Andalousie (FACUA) a été créée.
Lors du IVe Congrès, qui s'est tenu en 2003, il a été décidé d'étendre l'organisation à l'ensemble de l'Espagne, en créant FACUA España, Consumers in Action, une organisation dotée d'une structure fédérale et dont l'objectif est d'être présente dans toutes les communautés autonomes.
Le 31 juillet 2013, FACUA a célébré les trente ans de sa fondation. En hommage à ses origines, une vingtaine d'artistes andalous, membres de FACUA, ont joué dans la vidéo commémorant son 30e anniversaire, dans laquelle ils appellent les consommateurs à lutter contre les abus. Parmi les artistes figuraient Paco Tous, Natalia, Haze, Vicente Romero, José Luis García-Pérez, Álex O'Dogherty, Ismael Beiro, María Galiana, Manu Tenorio, Joana Jiménez, Manu Sánchez, Alfonso Sánchez, Alberto López, Antonio Dechent, Cuca Escribano, José Manuel Seda, Antonio de la Torre, Rosario Pardo, Dani Rovira et Paco León.
En 2017, son secrétariat permanent était composé de :
- Olga Ruiz Legido (présidente) ;
- Rubén Sánchez García (secrétaire général) ;
- María Ángeles Ayerbe Cazalla (trésorière) ;
- Miguel Ángel Serrano Ruiz (vice-président).

## Idéologie et principe
Comme l'association se définit elle-même, Facua est une organisation progressiste, démocratique, plurielle et participative qui prend des positions alternatives sur le modèle actuel de production et de consommation. Elle se déclare indépendante des gouvernements, des partis politiques, des confessions religieuses et des intérêts commerciaux. Ses objectifs sont axés sur l'exigence d'améliorations dans la réglementation et le contrôle du marché, de la qualité, de l'étiquetage et de la publicité des produits et services.
Facua remet en question le modèle actuel de la société de consommation, qu'elle considère comme fondé sur la promotion de la thésaurisation et de l'ostentation des produits de manière irrationnelle et gaspilleuse, l'exploitation des pays pauvres et l'épuisement des ressources naturelles de la planète. Elle a également établi une série de principes éthiques pour son fonctionnement afin de garantir une trajectoire démocratique et une indépendance face aux intérêts économiques du marché et aux intérêts politiques des gouvernements et des partis politiques.

## Points forts des actions

### Journée sans achats en soutien aux grèves générales
En prévision des grèves générales de 2002, 2010 et 2012, et en solidarité avec elles, FACUA a appelé à une grève de la consommation (journée sans achats) ces jours-là, arguant qu'il serait insensé de soutenir la grève et de faire des achats ou des contrats le même jour en faisant travailler les autres. Sa motivation est de dénoncer ce qu'elle considère comme un modèle de marché basé sur l'exploitation sociale et le consumérisme sauvage et irrationnel,,
Plusieurs organisations d'employeurs ont critiqué cette mesure comme étant démagogique et la FACUA elle-même comme s'étant politisée.

### Opposition à la loi sur l'économie durable
FACUA a envoyé au Parlement espagnol plus de 30 000 signatures contre la loi sur l'économie durable (plus connue sous le nom de loi Sinde),. Le document, intitulé « Si c'est légal, c'est légal », demande entre autres la fin de « la criminalisation des utilisateurs sous la dictée des sociétés de gestion collective comme la SGAE et des multinationales qui dominent l'industrie culturelle ». L'organisation a également rappelé que « de nombreuses décisions de justice indiquent clairement que la fourniture ou la publication de liens externes vers des œuvres ne constitue pas une violation des droits de propriété intellectuelle ».

### La pire entreprise de l'année
Depuis 2010, FACUA organise chaque année un vote en ligne pour désigner la pire entreprise de l'année, la pire publicité de l'année et la pire pratique commerciale de l'année.

### Autres actions
- Publicité trompeuse d'Apple : l'association a déposé une plainte pour publicité trompeuse, qu'Apple a faite sur la base d'un courriel invitant les utilisateurs espagnols à souscrire une assurance pour étendre la garantie de l'iPhone 4 d'un an à deux ans[14]. Le problème était que la loi espagnole prévoit déjà une garantie minimale de deux ans que les fabricants doivent inclure dans leurs produits[15].
- Piratage du PlayStation Network : FACUA a demandé à l'Agence espagnole de protection des données que Sony fasse l'objet d'une enquête après le plantage de son service PlayStation Network en 2011, car le réseau n'avait pas mis en place des mesures de sécurité suffisantes pour protéger les données des utilisateurs[16]. Elle a estimé que 330 000 utilisateurs espagnols avaient été affectés, et leur a conseillé de faire immédiatement opposition à leurs cartes de crédit[17].
- Panne du service Blackberry : l'organisation a demandé aux opérateurs de téléphonie mobile de dédommager les utilisateurs de Blackberry, à la suite d'une panne de service de 12 heures[18],[19].
- Fermeture de Megaupload : face à la fermeture du site Megaupload par le FBI, FACUA a demandé au président Mariano Rajoy de « prendre des mesures auprès du gouvernement américain pour adopter les mesures nécessaires afin de garantir la récupération des fichiers privés des utilisateurs espagnols de Megaupload, c'est-à-dire les images, les vidéos, les documents textuels et autres de ceux qui ont utilisé le service comme dépôt de fichiers ou disque dur virtuel »[20],[21].
- Publicité xénophobe de Vitaldent : FACUA a dénoncé la société de services dentaires Vitaldent, pour avoir mené une campagne publicitaire composée de spots télévisés xénophobes et discriminatoires[22],[23]. L'association a fait valoir que « dans les spots, on peut voir des dentistes au professionnalisme douteux, dans plusieurs cas avec des accents de différents pays d'Amérique latine, dans une atmosphère sordide qui provoque la peur chez les utilisateurs jusqu'à ce qu'ils finissent par s'enfuir », soulignant également que « la nationalité n'a aucun rapport avec la qualité du service »[24],[25]. Le fait a eu des répercussions particulières en Argentine, étant donné que l'une des publicités montre un dentiste avec un accent clair du Rio de la Plata se faisant mépriser par son patient, qui se tourne alors vers Vitaldent[26],[27],[28],[29],[30],[31].

## Publications
FACUA publie une publication régulière intitulée Consumerismo, tous les deux mois, ainsi que deux bulletins d'information numériques : Consumers in Action, quotidien, et FACUA Informa, hebdomadaire.

## Critiques
En 2013, il est apparu que Rubén Sánchez, porte-parole de la FACUA, avait fourni des services de communication à l'UGT-Andalucía. Le propriétaire d'Ausbanc, Luis Pineda, a affirmé que Sánchez avait collaboré avec le syndicat pour justifier indûment les subventions publiques et a demandé à Manos Limpias de le dénoncer. De son côté, FACUA et son porte-parole ont réagi à cette accusation et à d'autres accusations de Pineda en intentant des actions en justice contre lui, dont quatre condamnations ont déjà été prononcées contre le propriétaire d'Ausbanc. En mai 2015, l'agence de presse Europa Press a révélé que le juge chargé de l'« affaire UGT-A » a rejeté pour la deuxième fois la demande de Manos Limpias d'inculper Rubén Sánchez, car il n'y avait aucune preuve qu'il avait commis un quelconque délit.
En décembre 2015, le propriétaire et le directeur des publications d'Ausbanc (Luis Pineda et Luis Suárez Jordana) ont été condamnés à 90 000 euros de dédommagement, aux frais du procès et à tweeter le jugement pendant dix jours pour avoir inventé que Rubén Sánchez avait émis de fausses factures. Le 18 avril, Luis Pineda a été emprisonné sans condition pour extorsion, menaces et organisation criminelle, entre autres infractions. L'affaire Ausbanc, entre les mains du juge de l'Audience nationale Santiago Pedraz, inclut la campagne de diffamation contre Rubén Sánchez et FACUA, qui fait office d'accusation populaire.
Le porte-parole de FACUA, Rubén Sánchez, a fait le saut en politique en tant que l'un des promoteurs de la plateforme citoyenne Ganemos Sevilla pour devenir maire de la ville andalouse, bien qu'il ait clairement indiqué qu'il n'avait pas l'intention d'être l'un des candidats de ses listes. Sánchez a ensuite pris ses distances avec l'initiative, déclarant dans son blog que « le moment est venu d'assumer que Ganemos Sevilla n'est pas la marque électorale unitaire à vocation gagnante qui doit se présenter aux élections ».
Le tribunal de première instance no 4 de Séville a rejeté le procès intenté par l'association de consommateurs Facua et son porte-parole, Rubén Sánchez, contre l'éditeur du site Okdiario, un journaliste et son directeur, Eduardo Inda, pour des informations qu'ils avaient publiées.